# Sturmia harrissinae
Sturmia harrissinae là một loài ruồi trong họ Tachinidae.